# شمشیربازی در بازی‌های آسیایی ۲۰۱۴
شمشیربازی در بازی‌های آسیایی ۲۰۱۴ در اینچئون در کره جنوبی برگزار شد. تاریخ برگزاری این رقابت‌ها ۲۳ ستامپر ۲۵ ستامپر ۲۰۱۴ بود.

## جدول مدال
| رتبه  | کشور            | طلا | نقره | برنز | مجموع |
| 1     | کره جنوبی (KOR) | ۸   | ۵    | ۲    | ۱۵    |
| 2     | چین (CHN)       | ۳   | ۴    | ۵    | ۱۲    |
| 3     | ژاپن (JPN)      | ۱   | ۱    | ۳    | ۵     |
| 4     | ایران (IRI)     | ۰   | ۱    | ۰    | ۱     |
| 5     | هنگ کنگ (HKG)   | ۰   | ۰    | ۸    | ۸     |
| 6     | قزاقستان (KAZ)  | ۰   | ۰    | ۲    | ۲     |
| 6     | ویتنام (VIE)    | ۰   | ۰    | ۲    | ۲     |
| 8     | سنگاپور (SIN)   | ۰   | ۰    | ۱    | ۱     |
| مجموع | مجموع           | ۱۲  | ۱۲   | ۲۴   | ۴۸    |